# Ронер, Марсель
Марсель Ронер (нем. Marcel Rohner; род. 21 июня 1964, Бар, Швейцария) — швейцарский бобслеист, пилот, выступавший за сборную Швейцарии во второй половине 1990-х годов. Серебряный призёр зимних Олимпийских игр 1998 года в Нагано, трёхкратный обладатель Кубка мира.

## Биография
Марсель Ронер родился 21 июня 1964 года в городе Бар. Выступать в бобслее на профессиональном уровне начал в середине 1990-х годов и с самого начала стал показывать неплохие результаты, например, в 1996 году завоевал серебряную медаль на чемпионате мира в Калгари. В 1998 году поехал защищать честь страны на Олимпийские игры в Нагано, где исполнял роль пилота четырёхместного боба, куда кроме него вошли разгоняющие Маркус Нюссли, Маркус Вассер и Беат Зайц. Вместе им удалось подняться до второго места и завоевать серебряные награды.
На мировом первенстве 1999 года в итальянском Кортина-д’Ампеццо их команда пополнила послужной список ещё одной серебряной медалью. Помимо всего прочего, Марсель Ронер шесть раз занимал призовые места в общем зачёте Кубка мира, в том числе трижды был первым, два раза вторым и один раз третьим.